# Halina Jędrzejewska

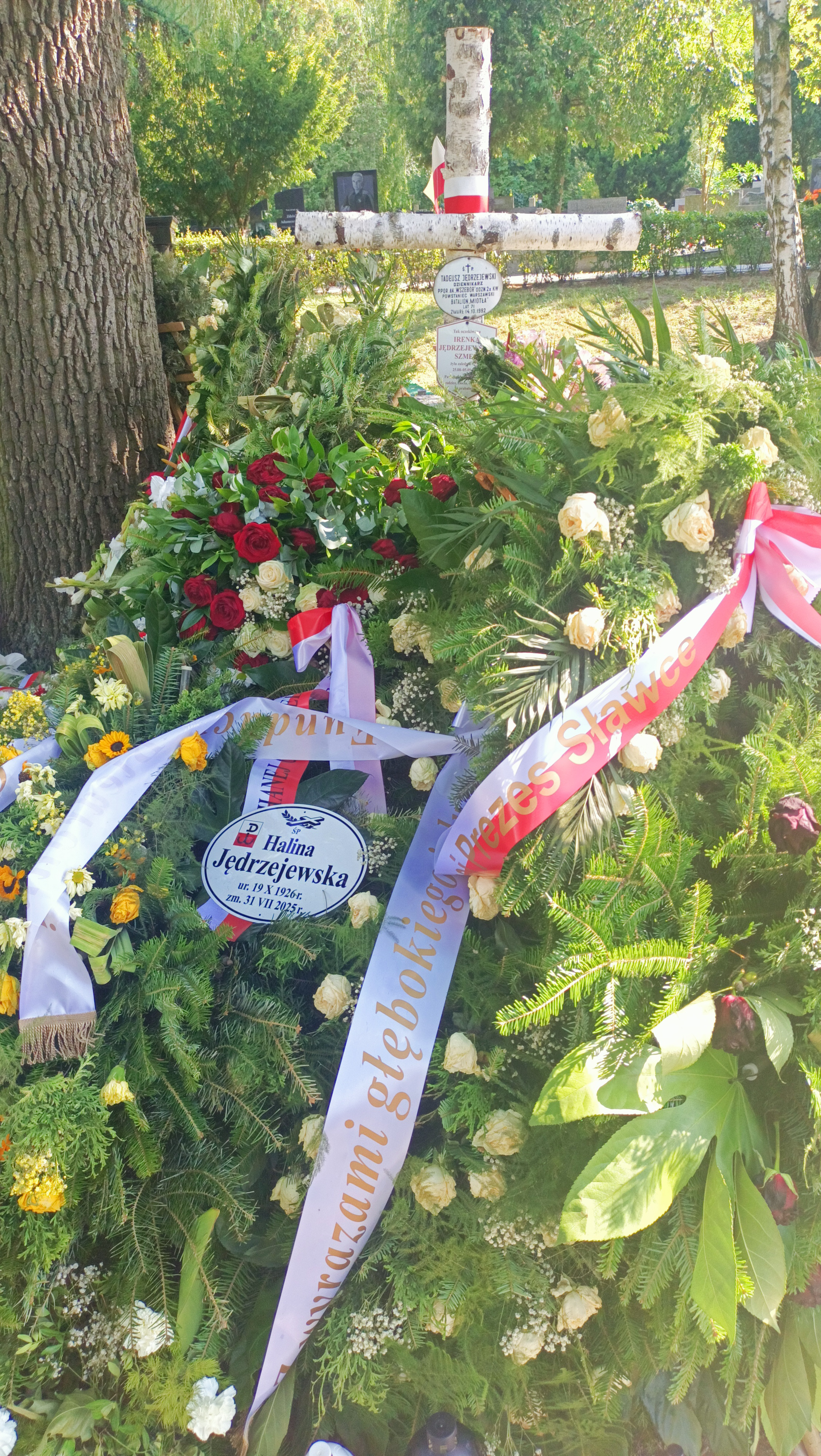
Grób Haliny Jędrzejewskiej na Cmentarzu Wojskowym na Powązkach

Halina Jędrzejewska z domu Dudzikówna, ps. Sławka (ur. 19 października 1926 w Warszawie, zm. 31 lipca 2025 tamże) – polska lekarka i działaczka kombatancka, łączniczka Armii Krajowej, sanitariuszka w powstaniu warszawskim. Prezes Związku Powstańców Warszawskich.

## Życiorys
Córka urzędnika w Ministerstwie Komunikacji. Ukończyła Gimnazjum im. Juliusza Słowackiego w Warszawie, maturę uzyskała w lipcu 1944 na tajnych kompletach. W czasie nauki w gimnazjum należała do harcerstwa.
Po wybuchu wojny wraz rodzicami ewakuowana była pociągiem do południowo-wschodniej Polski. Znaleźli się na terenach zajętych przez Związek Radziecki, skąd do Warszawy powróciła 1 maja 1940. Podjęła naukę w gimnazjum, gdzie wraz z innymi harcerzami w lipcu 1940 roku rozpoczęła działalność konspiracyjną. Od marca 1942 należała do nacjonalistycznej organizacji podziemnej, Konfederacji Narodu, scalonej w tym samym roku z Armią Krajową. W Armii Krajowej była łączniczką pod pseudonimem „Sławka”.
W czasie powstania warszawskiego należała do patrolu sanitarnego przy dowódcy Batalionu „Miotła”, kpt. Władysława Franciszka Mazurkiewicza ps. „Niebora”. Brała udział w walkach na Woli, Starym Mieście, Czerniakowie i Książęcej. W czasie powstania dwukrotnie odznaczona Krzyżem Walecznych.
Po powstaniu osadzona w Stalagu X B Sandbostel, a następnie w Stalagu VI C Oberlangen. Po wyzwoleniu przewieziona została do Wielkiej Brytanii, gdzie służyła w Pomocniczej Służbie Kobiet w Polskich Siłach Lotniczych (WAAF).
Do Polski powróciła w lipcu 1946 i wkrótce rozpoczęła studia lekarskie na Uniwersytecie w Poznaniu. W 1947 wyszła za poznanego w czasie powstania Tadeusza Jędrzejewskiego. Studia kontynuowała na Uniwersytecie Warszawskim. Studia ukończyła w lutym 1952. W maju 1952 rozpoczęła pracę w klinice ortopedycznej, gdzie pracowała do przejścia na emeryturę w 1987. Specjalizację II stopnia w zakresie chirurgii urazowej i ortopedii uzyskała w 1958. W 1966 obroniła pracę doktorską. W latach 1987–2000 pracowała w niepełnym wymiarze godzin w spółdzielni lekarskiej.
Od października 1956 działa w środowisku kombatantów. Była wybrana do Prezydium Zarządu Wojewódzkiego ZBoWiD-u (w czerwcu 1981) oraz do Zarządu Głównego Związku Powstańców Warszawskich (w listopadzie 1994). W 2022, po śmierci Zbigniewa Galperyna w ubiegłym roku, objęła funkcję prezesa Związku Powstańców Warszawskich.
Zagrała w filmie Miasto 44 o powstaniu warszawskim.
Zmarła 31 lipca 2025 (w przeddzień 81. rocznicy wybuchu powstania warszawskiego) w Warszawie w wieku 98 lat.

## Ordery i odznaczenia
- Krzyż Komandorski Orderu Odrodzenia Polski (1999)[7]
- Krzyż Oficerski Orderu Odrodzenia Polski[1]
- Krzyż Kawalerski Orderu Odrodzenia Polski[1]
- Krzyż Walecznych (dwukrotnie)[1]
- Warszawski Krzyż Powstańczy
- Złota Odznaka honorowa „Za Zasługi dla Warszawy”[1]

## Wyróżnienia
W 2014 w czasie wręczania nagrody Buzdyganów, Wir – żołnierz Jednostki Wojskowej Komandosów, ratownik pola walki – przekazał swoją nagrodę Halinie Jędrzejewskiej.
Rada Miasta st. Warszawy uchwałą Nr XIII/246/2019 z 30 maja 2019 nadała Halinie Jędrzejewskiej tytuł Honorowego Obywatela Miasta Stołecznego Warszawy.